# Tertki
Tertki (ukr. Те́ртки) – wieś na Ukrainie, w obwodzie wołyńskim, w rejonie łuckim. Status osobnej wsi uzyskała w roku 2005.
Pod koniec XIX w. własność Grocholskich.